# Hutisko-Solanec
Hutisko-Solanec település Csehországban, Vsetíni járásban. Hutisko-Solanec Karolinka, Horní Bečva, Prostřední Bečva, Rožnov pod Radhoštěm, Vigantice, Valašská Bystřice és Velké Karlovice településekkel határos. Lakosainak száma 2002 fő (2024. január 1.).

## Népesség
A település lakosságának változását az alábbi diagram mutatja:
| Lakosok száma | 2066 | 2005 | 1979 | 1788 | 1924 | 1900 | 2000 | 2020 | 1987 | 2002 |
|               | 1869 | 1890 | 1921 | 1950 | 1980 | 2001 | 2017 | 2019 | 2022 | 2024 |